# Jan Axelsson (webbredaktör)
Jan Axelsson, född 23 oktober 1968 i Norrköping i Östergötlands län, är grundaren av Flashback, från början en undergroundtidning men numera ett företag som uppges vilja låta mindre grupper i samhället komma till tals utan att tystas ner på grund av "obekväma" åsikter.
Axelsson började sin karriär inom undergroundpress år 1983–1985 med punkfanzinet Dead or Alive. Mellan 1987 och 1993 arbetade han som lokaltidningsskribent, och 1990–1992 med lokal-TV-programmet Freak Out med Hasse Sukis. Undergroundtidningen Flashback startades år 1993 och när Axelsson år 1994 första gången använde Internet ledde detta till att Flashbacks webbplats öppnades redan inom ett år.
Som ansvarig utgivare för papperstidningen Flashback dömdes Axelsson 1999 för förtal. Detta efter att han publicerat bild och personuppgifter på ett stort antal dömda sexualbrottslingar i tidningen. En man, villkorligt dömd för sexuellt ofredande, anmälde Axelsson som i Svea hovrätt dömdes att betala 50 000 kronor i skadestånd.